# Collegium Humanum
Das Collegium Humanum (Internationales Studienwerk – Collegium Humanum – Akademie für Umwelt und Lebensschutz e. V.) war ein 1963 von Werner Georg Haverbeck, einem ehemaligen Nationalsozialisten sowie Pfarrer der anthroposophischen Christengemeinschaft, als „Heimvolkshochschule für Umwelt und Lebensschutz“ im ostwestfälischen Vlotho gegründeter Verein und Veranstaltungsort, der zuerst in der deutschen Ökologiebewegung aktiv war, sich ab den frühen 1980er Jahren dem Rechtsextremismus, Antisemitismus und der Holocaustleugnung zuwandte. Als eingetragener – und als gemeinnützig anerkannter – Verein war das Collegium Humanum beim Amtsgericht Bad Oeynhausen registriert (Eintragsdatum: 10. Dezember 1968) und hatte seinen Sitz im Vlothoer Stadtteil Valdorf. Das Stammhaus war zentraler Ort des „Vereins zur Rehabilitierung der wegen Bestreitens des Holocaust Verfolgten“. Am  7. Mai 2008 wurde der Verein vom Bundesminister des Innern Wolfgang Schäuble aufgrund „fortgesetzter Leugnung des Holocaust“ verboten. Als Nachfolgezentrum kann das ehemalige Rittergut Guthmannshausen des rechtsextremen Vereins Gedächtnisstätte angesehen werden.

## Geschichte
Das Collegium, dessen Haus 50 Betten und Platz für bis zu 150 Gäste bot, gab Raum für Veranstaltungen im Bereich der Umweltbewegung. Ab 1972 war das Collegium Mitglied der deutschen Sektion des Weltbundes zum Schutz des Lebens (WSL-D). Im Vorfeld der Europawahlen 1979 fanden im Collegium Humanum vorbereitende Gespräche zur Gründung der Sonstigen Politischen Vereinigung Die Grünen (SPV) statt, in der konservative und bürgerliche Umweltinitiativen organisiert waren. Zur selben Zeit wurde dort das „Ökologische Manifest“ der Nationaldemokratischen Partei Deutschlands erarbeitet. Daneben stellte Haverbeck sein Bildungswerk folgenden Organisationen zur Verfügung: der Deutschen Hochschulgilde, der Freisozialen Union, der Deutschen Unitarier Religionsgemeinschaft sowie später auch zahlreichen rechtsextremistischen Gruppen wie etwa dem Bund Heimattreuer Jugend, dem neuheidnischen „Bund der Goden“, der Wiking-Jugend und der Freiheitlichen Deutschen Arbeiterpartei.
Ab 1981 bzw. Haverbecks Unterzeichnung des Heidelberger Manifests entwickelte sich der Verein zu einem Zentrum für völkischen Nationalismus, Antisemitismus und Holocaustleugnung. Er diente als Anlaufpunkt für Rechtsextremisten von der Neuen Rechten bis hin zu Freien Kameradschaften.
So tagte 1984 das „Komitee zur Vorbereitung der Feierlichkeiten zum 100. Geburtstag Adolf Hitlers“ dort. Musikveranstaltungen mit folkloristischen Gruppen, nationalistischen Liedermachern bis hin zur schottischen Blood-and-Honour-Band Nemesis fanden ebenfalls statt.
Ab Mitte der 1990er Jahre waren Holocaustleugner wie der Schweizer Bernhard Schaub und der NPD-Anwalt und ehemalige APO-Aktivist Horst Mahler zu Gast. Nach dem Tod ihres Mannes 1999 übernahm Ursula Haverbeck-Wetzel den Vorsitz des Vereins. 2001 überführte Haverbeck-Wetzel den deutschen „Weltbund zum Schutze des Lebens“ (WSL-D) und dessen Publikation Lebensschutz-Informationen LSI – Stimme des Gewissens (Auflage: 1700 – 3000 Exemplare) ins Collegium Humanum. Die Publikation erschien zweimonatlich in 3000 Exemplaren. 2003 wurden zwei Ausgaben wegen Holocaustleugnung beschlagnahmt.
Die regelmäßigen Teilnehmer und Referenten Schaub und Mahler gründeten am 9. November 2003 in Vlotho den dem Collegium nahestehenden „Verein zur Rehabilitierung der wegen Bestreitens des Holocaust Verfolgten“.
Im Oktober 2000 nahm das rechtsextremistische Liedermacher-Duo Eichenlaub aus dem Umfeld des Thüringer Heimatschutzes am „Ersten Tanz- und Musikfest“ der Zeitschrift Wir selbst teil, das im Haus des Collegiums stattfand.
Besonderes Gewicht hatte für das Collegium die Beeinflussung Jugendlicher mit holocaustleugnender Propaganda. So fand im November 2006 eine „Geschichtswerkstatt“ zur Holocaustleugnung statt. Eine weitere ähnliche Veranstaltung speziell für 16- bis 25-Jährige fand vom 23. bis 25. März 2007 statt; als Referenten wurden Schaub und Olaf Rose genannt. Damit reagierte der Verein auf die Holocaustleugnungskonferenz im Iran 2006 von Antizionisten, Geschichtsrevisionisten und Holocaustleugnern, bei der verstärkte Kampagnen gegen die gültige Rechtsprechung, die die Holocaustleugnung in vielen europäischen Staaten unter Strafe stellt, gefordert und organisiert wurden. Schaub war einer der Hauptredner. Rose, Vorstandsmitglied der rechtsextremistischen Gesellschaft für freie Publizistik und parlamentarischer Berater der sächsischen NPD-Landtagsfraktion, war ebenfalls Gast der Konferenz. Das Collegium Humanum wurde über Seminargebühren und Spenden finanziert.

## Verbot
Am 7. Mai 2008 (Datum der Verbotsverfügung: 18. April 2008) verbot das Bundesministerium des Innern das Collegium Humanum einschließlich dessen Teilorganisation „Bauernhilfe e. V.“ gemäß § 3 des Vereinsgesetzes, da es sich „gegen die verfassungsmäßige Ordnung der Bundesrepublik Deutschland (richte) und (…) durch (…) fortgesetzte Leugnung des Holocaust gegen geltendes Recht (verstoße).“ Im Anschluss an die Verbotsverfügung wurden Hausdurchsuchungen in mehreren Bundesländern – vor allem in Nordrhein-Westfalen, Hessen und Niedersachsen – durchgeführt und umfangreiches Schrift- und Propagandamaterial sowie erhebliche Vermögenswerte beschlagnahmt. Die Vermögensbeschlagnahme umfasst insbesondere das Seminargebäude des Collegium Humanums in Vlotho, das sich zuletzt im Eigentum der „Bauernhilfe e. V.“ befand. Auch das umfangreiche Finanzvermögen des Collegium Humanums und der „Bauernhilfe e. V.“ konnte sichergestellt werden. Mit dem Verbot war der Einzug des Vereinsvermögens (z. B. der Vlothoer Immobilien) verbunden.
Im März 2007 hatte die Linksfraktion im Bundestag das Collegium als „Zentrum für offen neonazistische und antisemitische Aktivitäten“ bezeichnet und wollte wissen, ob die Bundesregierung Erkenntnisse über verfassungsfeindliche oder verfassungswidrige Betätigung des Vereins hat und ob sie Möglichkeiten dafür sieht, auf das Land Nordrhein-Westfalen einzuwirken, ihm die Gemeinnützigkeit zu entziehen.
Nach kritischen Äußerungen der Präsidentin des Zentralrats der Juden in Deutschland, Charlotte Knobloch, wurde diese am 30. Januar 2008 in einem Brief von der Vereinsvorsitzenden bedroht und stellte daraufhin Strafanzeige.
Die Bundestagsfraktion von Bündnis 90/Die Grünen forderte am 20. Februar 2008 die Bundesregierung auf, ein Verbot des Vereins „Collegium Humanum“ nach dem Vereinsgesetz zu prüfen.
Am 25. August 2008 lehnte das Bundesverwaltungsgericht einen Antrag auf Wiederherstellung der aufschiebenden Wirkung der Klage gegen den Bescheid des Bundesministeriums des Innern ab, ebenso einen Antrag auf Prozesskostenhilfe. Am 5. August 2009 bestätigte der 6. Senat des Bundesverwaltungsgerichts die Verbotsverfügung des Bundesinnenministers endgültig. Zur Begründung hieß es, der Verein habe in mehreren Artikeln den Holocaust geleugnet und damit den Straftatbestand der Volksverhetzung erfüllt. Der Verein habe eine „Wesensverwandtschaft“ zum Nationalsozialismus und glorifiziere die NS-Herrschaft. Weiterhin untergrabe er die verfassungsgemäße Ordnung Deutschlands.